# KickassTorrents
KickassTorrents (абревіатура KAT) — у минулому одна з найбільших Bittorent-толок світу що проіснувала з 2008 по липень 2016 року. Сайт трекеру працював як пошуковий індекс для .torrent файлів та magnet-посилань). Станом на липень 2016 року сайт займав 68 місце за відвідуваністю у світі згідно з глобальним рейтингом Alexa. Один з серверів ресурсу було розміщено в США.
У грудні 2016, колишні працівники Kiasstorrent відновили сайт за адресою Katcr.co, зберігши вигляд та функціонал свого попередника.

## Блокування і цензура
KickassTorrents стверджували, що сайт повністю відповідає DMCA й що сайт надає можливість правовласникам вилучати торенти, що порушують авторські права.
21 квітня 2011 року сайт переїхав на нове доменне ім'я kat.ph після серії нападів з боку Міністерства юстиції США проти Demonoid і Torrentz. Пізніше сайт кілька разів змінював адресу, включаючи ka.tt, kickass.to та kickass.so.
28 лютого 2013 року інтернет-провайдери Великої Британії під тиском Високого суду Лондона заблокували доступ до KickassTorrents та двох інших торент-сайтів. Суддя Річард Арнольд ухвалив, що дизайн сайту сприяв порушенню авторських прав. 14 червня 2013 доменне ім'я було змінене на kickass.to.
23 червня 2013 року сайт був виключений з пошуку Google на прохання Американської асоціації кінокомпаній (MPAA). В кінці серпня 2013 року KAT був заблокований провайдерами Бельгії. У січні 2014 року сайт почали блокувати кілька ірландських провайдерів. У лютому 2014 року соціальна мережа Твіттер почала блокувати посилання на KAT, однак 28 лютого 2014 блокування припинили.
У червні 2014 року KAT був заблокований урядом Малайзії відповідно до розділу 263 (2) за порушення закону про авторське право 1987 року.
У грудні 2014 року сайт переїхав на сомалійський домен kickass.so.
9 лютого 2015 року kickass.so був «забанений» на Whois, в результаті чого сайт став недоступним, але той же день повернувся до своєї колишньої адреси kickass.to.
14 лютого 2015 року Steam-чат почав блокувати повідомлення, які містили в собі адресу «kickass.to», хоча kickass.so та інші популярні торент сайти не були заблоковані, а тільки позначалися як «потенційно небезпечні».
24 квітня 2015 року сайт переїхав на домен .cr, змінивши свою адресу на kat.cr.
У червні 2016 року KAT додав TOR-адресу для роботи через захищений протокол. Це давало можливість доступу до ресурсу через dark web.
В липні 2016 року Міністерство юстиції США в черговий раз заблокувало доменні імена, що обслуговували сайт. Цього разу було припинено делегування семи імен. За приблизними розрахунками прибуток з ресурсу становив 16 млн $ щорічно.
Наприкінці липня, за тиждень після арешту власника ресурсу і його закриття, проект знову відкрився. Пан Ваулін найняв Айру Роткен (Ira Rothken), адвоката Кіма Доктома, щоб вона захищала його у суді за звинуваченнями у порушенні авторських прав. Британське видавництво Express повідомляв, що ресурс було суттєво оновлено, він отримав нову адресу, мобільну версію і потужний хмарний гостинг з можливістю перемикати домени в залежності від блокувань. На оновленому ресурсі збережено всю базу даних торентів, всі коментарі і обговорення користувачів. Натомість, через питання безпеки, нову адресу ресурсу видання поки не називає.
Влітку 2016 року стало відомо, що один з данських користувачів ресурсу отримав штраф від «Brein», данської анти-піратської організації. Користувач завантажував і роздавав на KAT та Pirate Bay фільми та серіали. Він добровільно погодився сплатити штраф в розмірі 7.500 євро.

## Рейтинг Alexa
Сайт мав аудиторію з 50 млн активних користувачів, що хоча б раз на місяць користувались сервісом. Рейтинг ресурсу був дуже високим.
- липень 2015 — 80 місце
- жовтень 2015 — 75 місце
- червень 2016 — 62 місце
- липень 2016 — 68 місце

## Власник
Власником сайту був українець Артем Ваулін родом з Харкова. Для прикриття роботи трекера Артем 2009 року створює компанію Cryptoneat. У її харківському офісі працювало близько 20 розробників. Окрім іншого, компанія розробляла і звичайне програмне забезпечення, зокрема, програму для розпізнавання вин за етикеткою — Winee.
21 липня 2016 року у Варшаві польська поліція заарештовує пана Вауліна. Йому інкримінують діяльність, що викликала збитки правовласників на суму 1 млрд $, а також відмивання грошей. Артем може отримати до 5 років позбавлення волі за порушення авторських прав і до 20 — за відмивання грошей. Подібні звинувачення досить серйозні, США відразу ж надіслало до Польщі прохання про екстрадицію Артема.
Захисники файлообмінних сайтів (зокрема торентів) наполягають на тому, що такі ресурси не порушують закону «Digital Millennium Copyright». Це основний закон, який часто використовується судами для звинувачення у злочинах щодо інтелектуальної власності. Головним аргументом проти цього закону є те, що торент-сайти тільки забезпечують спільне використання даних. А тому справжні порушники закону — це користувачі таких ресурсів, а не їх власники. Технічно весь контент, що розповсюджується, зберігається не на серверах, а на комп'ютерах користувачів.